# Palazzo Paulucci de Calboli

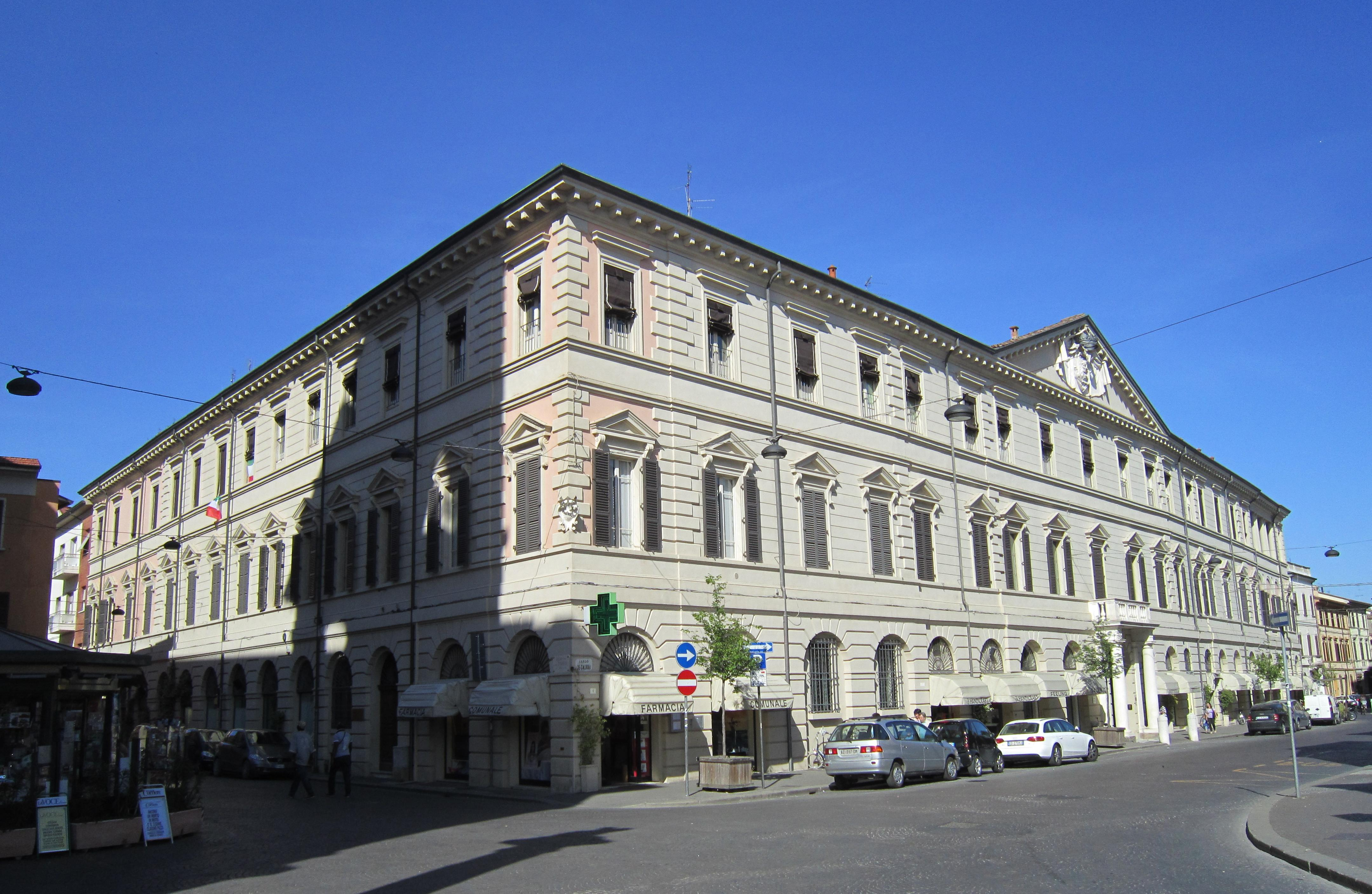
Palazzo Paulucci de Calboli in Forlì

Der Palazzo Paolucci de Calboli ist ein Palast aus dem 18. Jahrhundert im historischen Zentrum von Forlì in der italienischen Region Emilia-Romagna. Er liegt am Largo de Calboli 4.

## Geschichte und Beschreibung

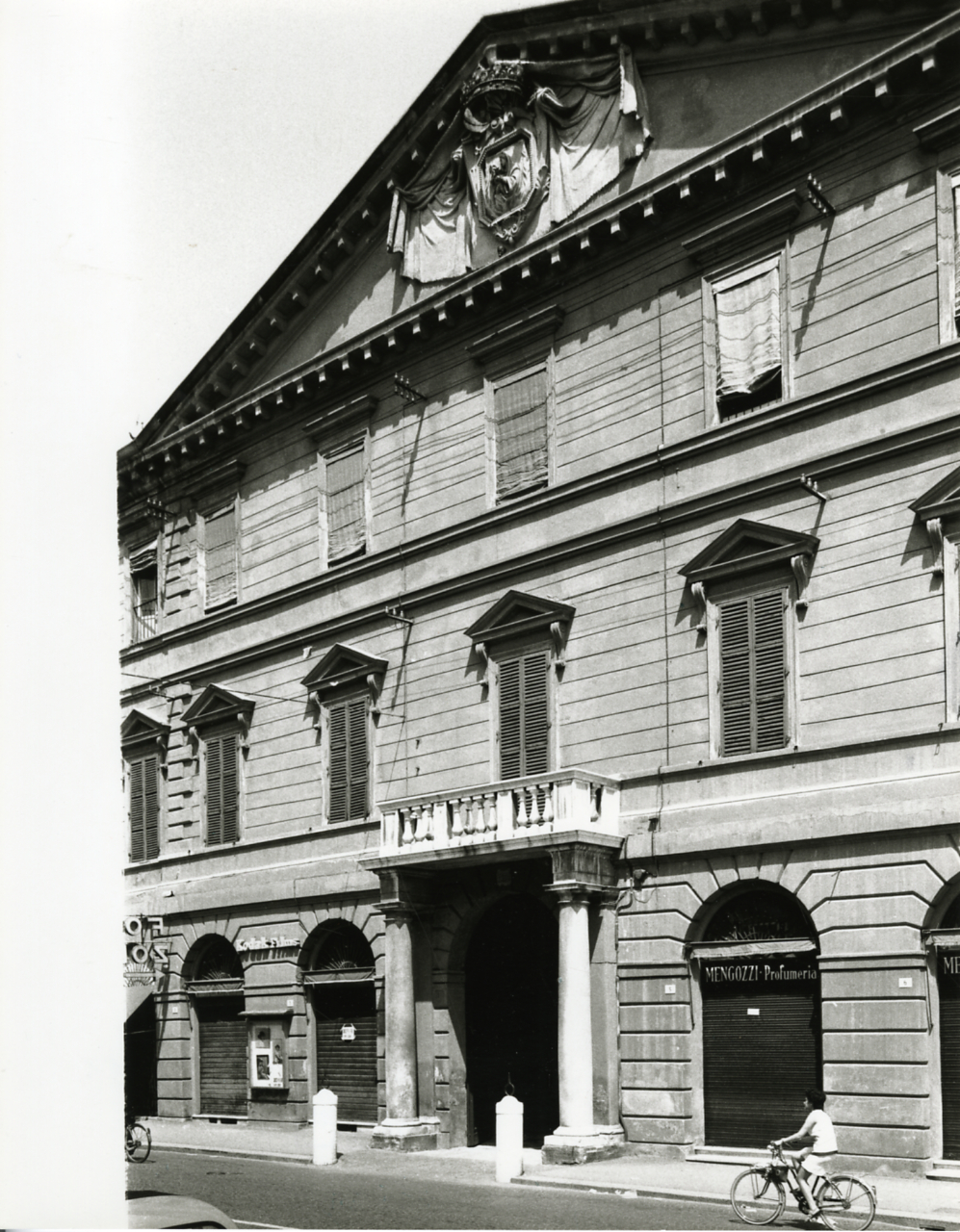
Detail der Fassade (Paolo Monti, 1971)

Das dreistöckige Gebäude, das ein wichtiges Beispiel der Barockarchitektur darstellt, wurde in den Jahren 1700–1718 errichtet, also in der Zeit des Kardinals Fabrizio Paolucci (1651–1726). Im Zuge des Baus des neuen Palastes wurden verschiedene ältere Häuser integriert, so die Casa Paulucci, die Casa Magelli und ab 1811 auch die Casa Augustini. Von den betreffenden Familien kann man heute noch Wappen auf einigen Kapitellen des Innenhofes sehen.
Die Haupttreppe, ein Werk von Giuseppe Signorini aus Fermo aus dem Jahre 1780 mit zwei gleichlangen Rampen führt aus dem Empfangssalon ins erste Obergeschoss. An den Seitenwänden kann man Statuengruppen Herakles und Kerberos und Theseus und der Minotaurus in zwei großen Öffnungen sehen.
Das elliptische Oratorium mit Schirmgewölbe wird von acht Pilastern gestützt. Auf der Epistel ist zu lesen:

„SAPIENTIA A DEO FACTUS ET IUSTITIA
SANCTIFICATIO ET REDEMPTO CHRISTUS“

(dt.: Die Weisheit ist Gottes und die Gerechtigkeit 
heilig und der Erlöser Christus)

Restaurierungen wurden in den Jahren 1845–1846 durchgeführt und zur Behebung der Kriegsschäden, als Bomben 1940–1944 die Decke des Treppenhauses und die Galerie zerstört hatten.